# 치과보존학
치과보존학은 치과 전문영역의 한 분과로, 자연 치아를 최대한 보존하기 위한 술식을 다루는 학문이다.

## 구분
치과보존학의 주요 분야는 보존수복학과 근관치료학으로 나뉜다.
- 보존수복학: 충치, 교모증, 마모증, 부식증, 외상 등으로 인해 손상된 치아를 진단하고 치료하는 학문이다. 최근에는 변색, 형태 이상 등으로 인한 심미적 문제의 치료도 주요 연구분야이다.
- 근관치료학: 치아 내의 치수의 병소를 치료하는 근관치료(신경치료)를 연구하는 학문이다.

## 같이 보기
- 덴탈임플란트
- 구강외과
- 근관